# Hermitepolynom
Hermitepolynomen, uppkallade efter franske 1800-talsmatematikern Charles Hermite, är en uppsättning ortogonala polynom hemmahörande i Hilbertrummet {\displaystyle L_{e^{x^{2}}}^{2}(\mathbb {R} )}. De betecknas Hn(x), där n är gradtalet. Med Rodrigues formel kan man generera det n-te polynomet.
{\displaystyle H_{n}(x)=(-1)^{n}e^{x^{2}}{\frac {d^{n}}{dx^{n}}}(e^{-x^{2}})}
Hermitepolynomen är även lösningen till ett Sturm-Liouville-problem, nämligen
{\displaystyle y''-2xy'+2ny=0}
De elva första Hermitepolynomen är:
{\displaystyle H_{0}(x)=1}
{\displaystyle H_{1}(x)=2x}
{\displaystyle H_{2}(x)=4x^{2}-2}
{\displaystyle H_{3}(x)=8x^{3}-12x}
{\displaystyle H_{4}(x)=16x^{4}-48x^{2}+12}
{\displaystyle H_{5}(x)=32x^{5}-160x^{3}+120x}
{\displaystyle H_{6}(x)=64x^{6}-480x^{4}+720x^{2}-120}
{\displaystyle H_{7}(x)=128x^{7}-1344x^{5}+3360x^{3}-1680x}
{\displaystyle H_{8}(x)=256x^{8}-3584x^{6}+13440x^{4}-13440x^{2}+1680}
{\displaystyle H_{9}(x)=512x^{9}-9216x^{7}+48384x^{5}-80640x^{3}+30240x}
{\displaystyle H_{10}(x)=1024x^{10}-23040x^{8}+161280x^{6}-403200x^{4}+302400x^{2}-30240}

## Egenskaper

### Differensekvation
{\displaystyle H_{n+1}(x)=2xH_{n}(x)-H_{n}'(x).\,\!}

### Explicit formel
{\displaystyle H_{n}(x)=n!\sum _{m=0}^{\lfloor n/2\rfloor }{\frac {(-1)^{m}}{m!(n-2m)!}}(2x)^{n-2m}}

### Speciella värden
{\displaystyle H_{n}(0)={\begin{cases}0,&{\mbox{om }}n{\mbox{ är udda}}\\(-1)^{n/2}2^{n/2}(n-1)!!,&{\mbox{om }}n{\mbox{ är jämnt}}\end{cases}}}

### Genererande funktion
{\displaystyle \exp(2xt-t^{2})=\sum _{n=0}^{\infty }H_{n}(x){\frac {t^{n}}{n!}}\,\!}

### Övrigt
Multiplikationsteoremet:
{\displaystyle {\mathit {H}}_{n}(\gamma x)=\sum _{i=0}^{\lfloor n/2\rfloor }\gamma ^{n-2i}(\gamma ^{2}-1)^{i}{n \choose 2i}{\frac {(2i)!}{i!}}{\mathit {H}}_{n-2i}(x)}
{\displaystyle H_{n}(x+y)=\sum _{k=0}^{n}{n \choose k}H_{k}(x)(2y)^{(n-k)}=2^{-{\frac {n}{2}}}\cdot \sum _{k=0}^{n}{n \choose k}H_{n-k}\left(x{\sqrt {2}}\right)H_{k}\left(y{\sqrt {2}}\right)}
{\displaystyle {\mathit {H}}_{n}^{(m)}(x)=2^{m}\cdot {\frac {n!}{(n-m)!}}\cdot {\mathit {H}}_{n-m}(x)=2^{m}\cdot m!\cdot {n \choose m}\cdot {\mathit {H}}_{n-m}(x)\,\!}
{\displaystyle H_{n+1}(x)=2xH_{n}(x)-2nH_{n-1}(x)\,\!}

## Relations till andra funktioner

### Laguerrepolynom
Hermitepolynomen är relaterade till Laguerrepolynomen enligt
{\displaystyle H_{2n}(x)=(-4)^{n}\,n!\,L_{n}^{(-1/2)}(x^{2})=4^{n}\,n!\sum _{i=0}^{n}(-1)^{n-i}{n-{\frac {1}{2}} \choose n-i}{\frac {x^{2i}}{i!}}\,\!}
{\displaystyle H_{2n+1}(x)=2(-4)^{n}\,n!\,x\,L_{n}^{(1/2)}(x^{2})=2\cdot 4^{n}\,n!\sum _{i=0}^{n}(-1)^{n-i}{n+{\frac {1}{2}} \choose n-i}{\frac {x^{2i+1}}{i!}}\,\!}.

### Relation till generaliserade hypergeometriska serier
{\displaystyle H_{2n}(x)=(-1)^{n}\,{\frac {(2n)!}{n!}}\,_{1}F_{1}\left(-n,{\frac {1}{2}};x^{2}\right)}
{\displaystyle H_{2n+1}(x)=(-1)^{n}\,{\frac {(2n+1)!}{n!}}\,2x\,_{1}F_{1}\left(-n,{\frac {3}{2}};x^{2}\right)}
där {\displaystyle \,_{1}F_{1}(a,b;z)} är en generaliserad hypergeometrisk funktion.